# Robert W. Dudley
Robert Warren Dudley, né le 14 septembre 1955, est un homme d'affaires américain et le directeur général de BP entre le 1er octobre 2010 et le 5 février 2020.

## Biographie

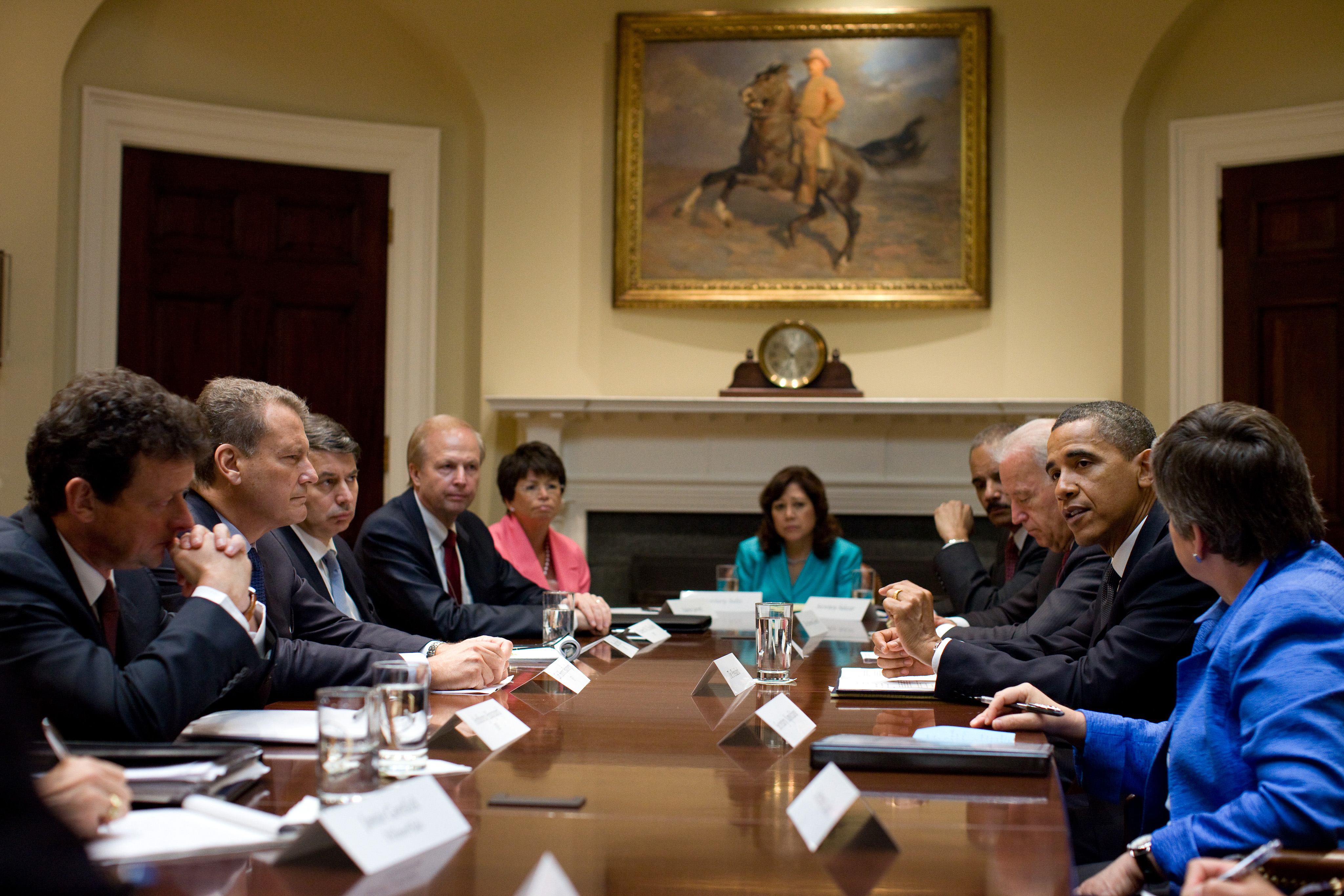
Le président Barack Obama rencontre les dirigeants de BP (Tony Hayward, Carl-Henric Svanberg et Robert W. Dudley) dans la salle Roosevelt à la Maison Blanche, le 16 juin 2010 avec une partie de son gouvernement, Valerie Jarrett, Hilda Solis, Eric Holder, Joe Biden, Janet Napolitano.

Dudley est né dans le Queens, à New York. Il a grandi à Hattiesburg, dans le Mississippi. Il a suivi ses études secondaires à la Hinsdale Central High School à Hinsdale dans la banlieue de Chicago  où il est diplômé en 1973. Il obtient un BS en génie chimique à l'université de l'Illinois. Là, il rejoint la fraternité Phi Kappa Psi. Il obtient aussi un MIM de la Thunderbird School of Global Management (Glendale) et un MBA de l'université méthodiste du Sud au Texas.

## Carrière
En 1979, il rejoint le groupe pétrolier Amoco où il occupe divers postes de management et conduit, entre autres, les négociations pour obtenir des contrats en mer de Chine méridionale. De 1994 à 1997 il travaille pour Amoco à Moscou où il est nommé directeur général de la stratégie. Après l'acquisition d'Amoco par BP, il obtient un poste similaire chez BP. De 2003 à 2008, il est président et chef de la direction de TNK-BP. En 2009, il devient directeur de BP et obtient la supervision des activités de l'entreprise en Amérique du Nord et du Sud et en Asie. En 2010, il est chargé par BP de l'organisation des travaux liés à la marée noire dans le golfe du Mexique à la suite de l'explosion de Deepwater Horizon. Il est responsable de la dépollution et du nettoyage dans le golfe, de la coopération avec les autorités, et d'informer le public sur les  défaillances liées à la catastrophe de BP. Le 1er octobre 2010, il succède à Tony Hayward comme CEO afin de restaurer l'image du groupe après cette catastrophe.